# 急水溪橋 (台鐵)
臺鐵縱貫線急水溪橋是位於中華民國（台灣）臺南市新營區與柳營區的一座鐵路橋樑，跨越急水溪，連接臺南市新營車站與柳營車站，現役橋梁配合水利防洪計畫，於1985年5月重建完成。